# Sonata per a violoncel i piano (Chopin)

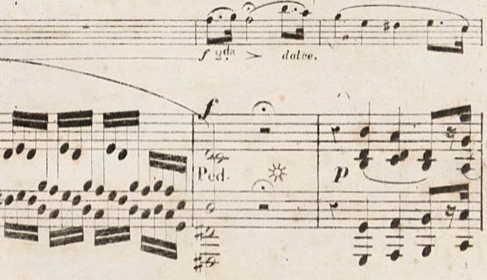
Compassos 8-10, l'entrada del violoncel, de la Sonata per a violoncel en sol menor de Chopin.

La Sonata per a violoncel en sol menor, op. 65, va ser composta per Frédéric Chopin el 1846. És una de les nou obres de Chopin publicades en vida que van ser escrites per a altres instruments diferents del piano (tot i que el piano segueix apareixent en tota obra que va escriure). Chopin va compondre quatre sonates: una per a violoncel i les altres són sonates per a piano. La sonata per a violoncel va ser l'última de les obres que es publicaran en vida de Chopin.
Està formada per quatre moviments:
- Allegro moderato en sol menor.
- Scherzo en re menor. Trio en re major.
- Largo en si bemoll major.
- Finale. Allegro, en sol menor, però acaba en sol major.

La sonata va ser escrita per a Auguste Franchomme i també està dedicada a ell. La sonata és notable per la concentració del seu material: gran part de la música del primer moviment sorgeix de la declaració inicial de violoncel, i certs temes apareixen en tots els seus moviments. Els tres últims moviments s'interpretaren públicament per Franchomme i Chopin en l'últim concert públic del compositor, a la Salle Pleyel de París, el 16 de febrer de 1848.